# Campeonato Amapaense de Futebol - Série B de 1988
O Campeonato Amapaense de Futebol - Série B de 1988 foi a 19ª edição da Segundona Amapaense, tendo 2 torneios, onde tiveram Cristal e Santos como os campeões.

## Regulamento
As equipes se jogavam entre-si, cada vitória valia 2 pontos e os melhores jogavam a final.

## Equipes Participantes
1° Torneio:
| Equipe  | Cidade | Títulos  |
| ------- | ------ | -------- |
| Cristal | Macapá | —        |
| Lagoa   | Macapá | 1 (1984) |

2° Torneio
| Equipe   | Cidade | Títulos |
| -------- | ------ | ------- |
| Nacional | Macapá | —       |
| Santos   | Macapá | —       |

## 1° Torneio
O primeiro torneio foi realizado com a participação de apenas 2 equipes, sendo o Cristal e o Lagoa. O Cristal estava há muito tempo na 2ª divisão,e sem conseguir boas campanhas. O Lagoa já tinha vencido o torneio em 1984. A final ocorreu na cidade de Macapá, e em um jogo com 5 gols,o Cristal foi campeão. Todos os gols da equipe foi marcado pelo Mundinho,que seria o artilheiro deste torneio.
| 1988 | Cristal  | 5 - 0 | Lagoa |  |
|      | Mundinho |       |       |  |

## 2° Torneio
O 2° Torneio houve com a participação de apenas 2 equipes,sendo o campeão da edição de 1987, Santos e a equipe do Nacional. O resultado do jogo é desconhecido, porém o Santos foi o campeão.

## Premiação
| Campeonato Amapaense de Futebol de 1988 Segunda Divisão - Torneio 1 |
| ------------------------------------------------------------------- |
| Cristal Campeão (1.º título)                                        |

| Campeonato Amapaense de Futebol de 1988 Segunda Divisão - Torneio 2 |
| ------------------------------------------------------------------- |
| Santos Campeão (1.º título)                                         |